# Plante envahissante
 (mars 2021).
Si vous disposez d'ouvrages ou d'articles de référence ou si vous connaissez des sites web de qualité traitant du thème abordé ici, merci de compléter l'article en donnant les références utiles à sa vérifiabilité et en les liant à la section « Notes et références ».

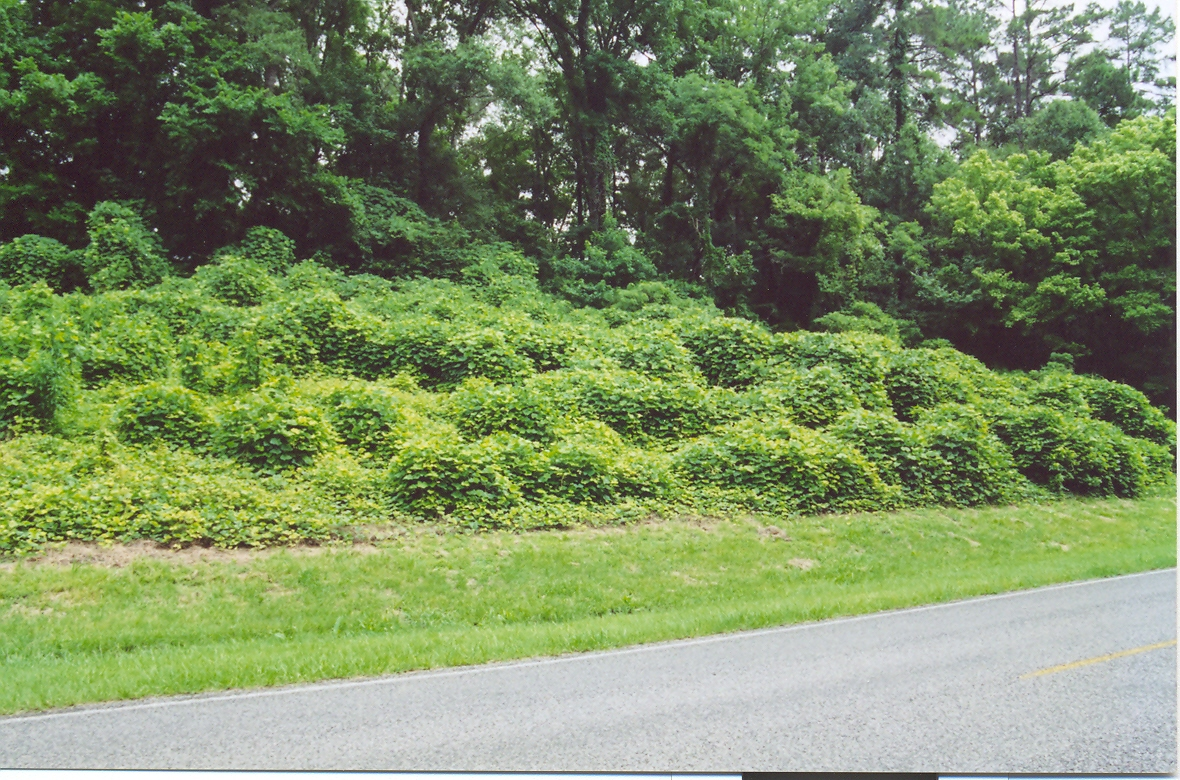
La très prolifique kudzu, introduite au XIX aux États-Unis, apprécie beaucoup le climat chaud et humide du sud-est où elle a tendance à envahir les milieux ouverts perturbés comme cette clairière aux abords de la Old Natchez Trace.

Une plante envahissante au sens large (l'anglicisme plante invasive est parfois utilisé) est une plante généralement euryèce, problématique par sa capacité de colonisation qui dans certaines circonstances en font une espèce envahissante.

## Définition
En 1995, Cronk et Fuller donnèrent comme définition aux plantes envahissantes :

« Espèce exotique naturalisée dans un territoire qui modifie la composition, la structure et le fonctionnement des écosystèmes naturels ou semi-naturels dans lequel elle se propage[réf. nécessaire]. »

Une plante « envahissante » au sens strict est une plante autochtone ou allochtone[Information douteuse] ayant la capacité de coloniser rapidement une zone et de se propager très loin des plants parents, tout en laissant la possibilité à d’autres espèces de cohabiter, voire de leur succéder. S’installant souvent sur des terrains perturbés, elle peut être indicatrice de cette perturbation.
Cette notion s'applique surtout dans les cas où la prolifération de l'espèce provoque, par ailleurs, des perturbations pouvant nuire directement à l'homme[Information douteuse], comme l'ambroisie à feuilles d'armoise (Ambrosia artemisiifolia L.), importée d'Amérique du Nord en Europe, source d'allergies polliniques.

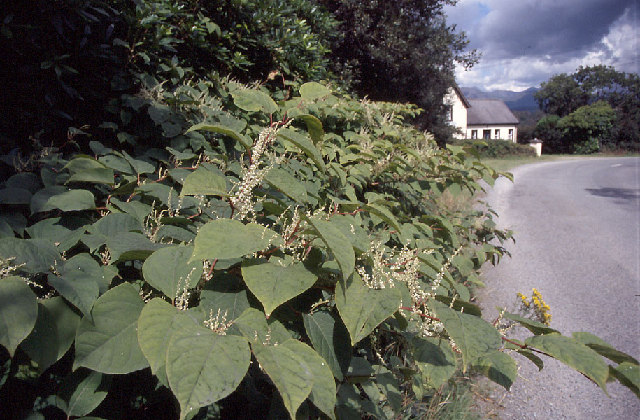
Renouée du Japon au bord d'une route en Angleterre.

Lorsqu'une plante est caractérisée d'« invasive », l'on désignera une plante exogène, ou allochtone, importée, naturalisée, dont l’introduction volontaire ou fortuite dans un milieu naturel ou semi-naturel déséquilibre et provoque d'importantes nuisances, souvent irréversibles, à la biodiversité d'un écosystème. L'on peut distinguer une espèce naturalisée continentale, déportée d’une zone à une autre dans un même continent, d'une espèce naturalisée exotique, c'est-à-dire provenant d’un autre continent. Par exemple, la renouée du Japon (Fallopia japonica (Houtt.) Ronse Decr.) importée d'Extrême-Orient, colonise notamment les berges de certains fleuves en Europe occidentale et en Amérique du Nord.
Les problèmes écologiques causés par les plantes envahissantes (au sens large) peuvent eux-mêmes engendrer des problèmes sociaux, mais aussi économiques. En effet la gestion de ces plantes devient d'autant plus difficile que leur expansion est avancée.
Les espèces exotiques envahissantes sont considérées comme la deuxième cause d'érosion de la biodiversité juste après la destruction et la fragmentation des habitats. Elles présentent souvent une adaptation locale rapide et peuvent même présenter de meilleures performances dans la zone envahie que dans la zone d'origine.

## Modes d'introduction
Les modes d’introduction sont divers : transports d'hommes et de marchandises par bateau, avion, voiture, etc. (hémérochorie). La mondialisation apparaît donc comme un vecteur d’accélération de la dispersion de ces espèces. Un autre phénomène d’introduction involontaire d’espèces est le dérèglement climatique qui pousse les organismes vers de nouveaux horizons propices à leur développement. 
L’introduction volontaire contribue aussi beaucoup à l’expansion de ces espèces. En effet, nombreuses sont celles qui ont été importées pour leur rôle décoratif notamment.

## Conditions de l'invasivité
Il est important de noter que toutes les espèces importées ne deviennent pas envahissantes. C’est dans ce sens que Williamson (en), en 1996, a défini la règle des « trois fois dix » : sur 1 000 espèces importées, seulement 100 parviendraient à s’introduire, 10 seraient capables de se reproduire et enfin une seule deviendrait envahissante. Ces chiffres s’expliquent à travers les différentes barrières existantes :
- la première est géographique, l’espèce doit survivre en dehors de son aire de répartition naturelle ;
- la barrière suivante est environnementale avec la nécessité de s’adapter aux conditions du milieu ;
- la troisième barrière est reproductive, l’espèce doit pouvoir constituer une population stable pour survivre ;
- enfin, la dernière barrière est la dispersion où l’espèce est capable de conquérir de nouveaux milieux.

## Mécanismes intrinsèques à la plante expliquant l'invasivité d'une espèce
Un ou plusieurs mécanismes « non-liés aux ressources » peuvent expliquer qu'une espèce introduite dans un écosystème autre que le sien puisse devenir invasive :
- la plante introduite n'est plus, dans son nouveau milieu, confronté à ses « ennemis » naturels, qui contrôlaient antérieurement la croissance de sa population ;
- beaucoup de plantes sécrètent par leurs feuilles et/ou racines ou rhizomes des composés organiques dits allélopathiques (molécules ayant des effets inhibiteurs à franchement phytotoxiques selon les cas) pour les espèces de la communauté végétale réceptrice[7] (c'est le cas par exemple pour Artemisia absinthium ou Centaurea diffusa qui ne posent pas de problèmes en Eurasie, mais qui sont devenues envahissantes en Amérique du Nord)[8]. Des expériences faites sur Centaurea diffusa laissent penser que cette invasive utilise des composés chimiques pour inhiber ou éliminer les plantes qui la concurrencent. Ses voisins eurasiens de longue date s'étaient adapté à ces molécules au cours d'une longue convolution, mais de nouveaux (voisins nord-américains en l'occurrence) de Centaurea diffusa sont très sensibles à ces molécules pour lesquelles ils sont naïfs.
- parfois, le climat ou les conditions édaphiques nouvelles peuvent être plus propices que dans le milieu d'origine ;
- chez certaines plantes, on a montré que la production de molécules allélopathiques augmente en période chaude et se réduit ou perd de son efficacité sous la pluie ou par temps froid[7]. Le réchauffement climatique pourrait donc exacerber le caractère allélopathique et invasif de certaines plantes, introduites et devenues invasives notamment.

Ces deux mécanismes expliquent que les plantes invasives établissent souvent de vastes colonies monospécifiques, un phénomène inhabituel dans les communautés naturelles (hormis dans les milieux extrêmes où il s'explique par le fait que là, seules une ou quelque espèces peuvent survivre).

## État des lieux

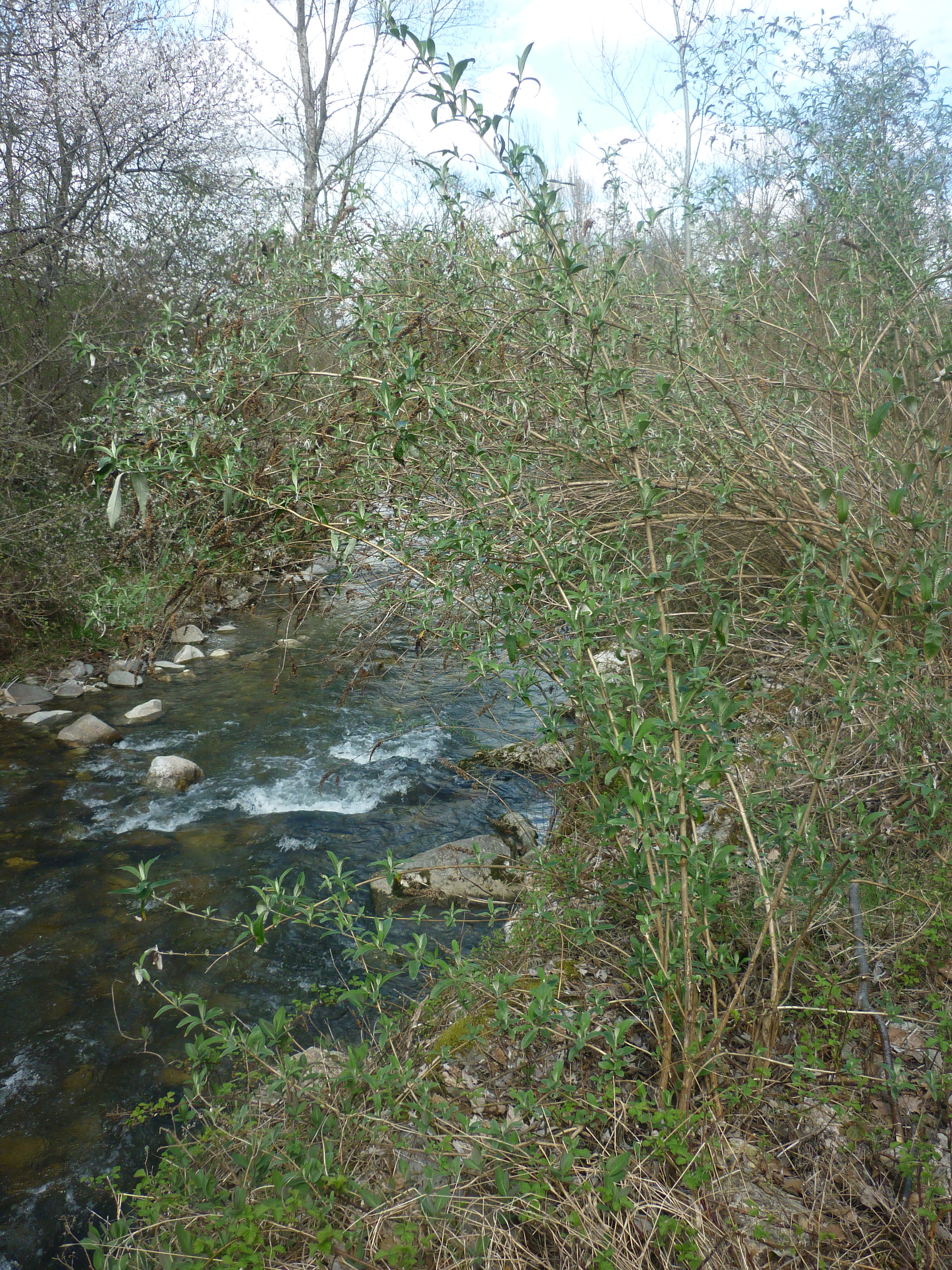
Plante envahissante des cours d'eau, le buddleia de David est parfois responsable de la banalisation des berges de rivières comme ici en Ariège sur le Touyre.

Ces plantes sont nombreuses. À titre d'exemple, elles dépassent largement la centaine d'espèces en France, et un premier arrêté ministériel est né le 2 mai 2007 « interdisant la commercialisation, l'utilisation et l'introduction dans le milieu naturel de Ludwigia grandiflora et Ludwigia peploides » (Jussies). Ces deux espèces étant les plus avancées, on ne peut plus à l'heure actuelle les éradiquer, mais ces arrêtés visent à au moins limiter leur extension.
Les jardins botaniques seraient en partie responsables de la propagation de plus de 50 % des espèces invasives selon une analyse des données disponibles relatives à 34 des 100 espèces réputées les plus envahissantes du monde (selon l'UICN /Union internationale pour la conservation de la Nature), sur la base de cas documentés pour la période allant de 1800 au milieu des années 1900.
Pour 19 des 34 espèces de plantes étudiées, les points de départ des invasions ont très probablement été des jardins botaniques.
En 2001, une sorte de code de bonnes pratiques visant à limiter le risque d’évasions accidentelles, dit « Déclaration de Saint-Louis », est institué. Le Chicago Botanic Garden (CBG) remplace les espèces invasives par d'autres et a cessé ses échanges de graines avec d'autres jardins botaniques, mais la « Déclaration de Saint-Louis » n’était signée que par 10 des 461 jardins botaniques des États-Unis.
En Suisse, 45 néophytes (au sens premier du terme, c'est-à-dire « nouvelle plante ») sont considérées comme envahissantes. On trouve, entre autres, dans cette liste l'ailante, le paulownia, le cerisier tardif, le sumac, le robinier, le buddleia, le laurier-cerise ou la vigne-vierge à cinq folioles.
En France, on peut également citer la renouée du Japon, le baccharis, l'ambroisie élevée, le raisin d'Amérique, la balsamine de l'Himalaya, la berce du Caucase, le séneçon du Cap ou le panic des marais.
Au Canada, la renouée du Japon, la berce du Caucase, le fusain ailé, l’épine Vinette et le peuplier hybride sont ciblés.
Sur les quelque 50 000 espèces (plantes et animaux) qui ont été introduites aux États-Unis au cours des deux cents dernières années, 1 sur 7 environ est considérée comme invasive : troènes, Acacias, Festuca arundinacea kentucky 31, rosier multiflore, Kudzu…
Sur les 300 000 plantes connues, 300 constituent réellement un problème majeur.

## Moyens de gestion
De nombreux moyens de gestion existent pour lutter contre les plantes invasives. Certains sont efficaces à court terme mais nécessitent d’autres interventions régulières par la suite. Au contraire, d’autres ont un effet à long terme et permettent de réduire, voire d’éviter d’autres actions ultérieurement.
Tout d’abord, la gestion mécanique avec l’intervention de l’Homme ou de machines (lorsque cela est possible). En premier lieu, l’arrachage manuel qui consiste à retirer le système aérien de la plante herbacée ou de l’arbre, arbuste juvénile mais aussi le système racinaire pour empêcher une repousse. Ensuite, l’arrachage à la pelle mécanique pour extraire les plantes immergées ou les arbres et arbustes de plus grandes tailles avec leurs systèmes racinaires. Puis, la fauche avec récolte qui consiste à couper uniquement la partie aérienne et qui doit être régulièrement répétée. Elle peut s’accompagner d’un travail du sol pour gêner la croissance des racines ou de l’installation d’une bâche. Le cerclage consiste à enlever, sur presque la totalité de la circonférence de l’arbre, l’écorce d’une hauteur de 20 cm à environ 1,30 m du sol. Cette méthode est à appliquer plusieurs fois par an pendant plusieurs années, jusqu’à ce que l’arbre meure. Après, l’abattage, qui doit être accompagné d’une autre technique comme le dessouchage (retrait des racines) ou la fauche régulière. La mise en place d’une bâche est utilisée la plupart du temps à la suite d’un arrachage ou d’un fauchage mais pas de façon isolée. Cette bâche est posée durant 10 jours jusqu’à plus d’un an avec une surveillance régulière. Enfin, un dernier moyen de gestion concernant les plantes aquatiques : la mise en assec. Cela consiste à vider un plan d’eau pour faire dépérir ces plantes (l’idéal est d’avoir un système de vidange mais une pompe peut être installée).
Après les moyens mécaniques, il existe les moyens chimiques avec les pesticides mais dans notre cas, nous ne traiterons que des herbicides. De nombreux produits ont été mis en place pour le domaine agricole, puis ont été bannis par la suite comme le DDT (Dichlorodiphényltrichloroéthane) car ayant un effet néfaste sur l’environnement mais aussi la santé humaine, un autre exemple est l’herbicide 2,4-D. Cependant, lorsqu’un herbicide a démontré des impacts minimes sur les autres espèces présentes, il permet une gestion rapide avec peu de main d’œuvre. Il est possible de coupler un moyen mécanique avec un produit chimique comme l’utilisation de produits sur la zone de cerclage. Ou encore, d’avoir une action spécifique en appliquant l’herbicide uniquement sur les feuilles. Enfin, un dernier exemple d’herbicide largement utilisé est le glyphosate.

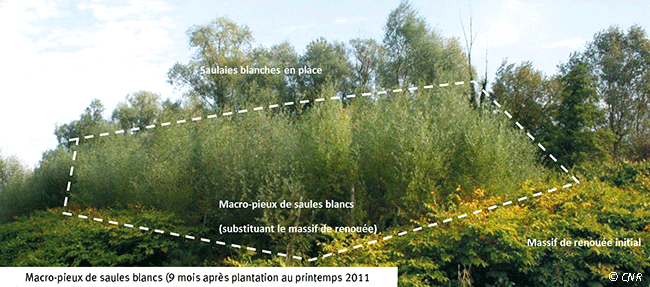
Technique de génie végétal testée en hiver 2010-2011 sur l’ile de la Malourdie, située sur l’aménagement de la Compagnie nationale du Rhône de Chautagne. Ici, plantation de bosquets de macro-pieux de saules blancs sur des massifs de renouées asiatiques.

Des techniques de génie végétal ont vu le jour plus récemment. Elles consistent à mettre à profit les capacités compétitives des espèces autochtones  pour réduire le développement des espèces invasives et ainsi atténuer leurs impacts. Dans le cas des renouées asiatiques par exemple, elles s'appuient sur des observations de terrain qui confirment leur régression dans certaines conditions ombragées. 
Pour terminer, le dernier moyen de gestion est la biologie avec l’utilisation de plantes ou d’animaux, notamment ceux de pâturage qui broutent les herbacées mais aussi les arbres et arbustes juvéniles. Ensuite, l'utilisation d'insectes comme les coléoptères, à l'état larvaire la plupart du temps, pour manger les feuilles et ainsi réduire l'activité photosynthétique. Un autre moyen de lutte biologique est l’utilisation de plantes ayant une forme de vie similaire à celle de l’espèce envahissante,.

## «Valorisation»
Les invasives récoltées pour être éliminées font parfois l'objet de valorisations.
Les plantes aquatiques invasives, parce que non-ligneuses peuvent assez facilement être utilisées dans des méthaniseurs pour produire du méthane. D'autres, comme les renouées asiatiques, peuvent être compostées sous réserve d'appliquer un protocole stricte de collecte et de traitement sur les plateformes de compostage industriel. 
Divers projets ont cherché à donner une valeur à des invasives en tant que biomasse (ex bois utilisé pour produire des piquets) ou biomasse énergie valorisable ou encore pour l'extraction de molécules d’intérêt pour l'industrie. 

## Sensibilisation, formation, information
Concernant les espèces non-réglementées, sachant que certaines espèces sont encore contrôlables, il est important que les particuliers, les commerçants, les paysagistes, les jardiniers, les agriculteurs, et toute personne manipulant des plantes, prennent conscience de ce fléau, et agissent en conséquence, en s'informant sur les espèces à ne pas faire circuler, et en se limitant eux-mêmes, sachant qu'il existe une multitude de plantes non-envahissantes toutes aussi intéressantes (que l'on appellera « plantes de substitution »), y compris par leur rusticité, sachant que c'est ce dernier aspect qui incite à se diriger plus facilement vers les plantes envahissantes…
En milieu naturel non-protégé, lorsqu'une espèce envahissante est déjà installée, il ne faut pas l'enlever soi-même avant d'avoir acquis les connaissances écologiques sur ses stratégies biologiques, car arracher une plante peut parfois décupler sa propagation de différentes façons (dissémination semencière, marcottage, drageonnage, bouturage des racines ou des tiges), et son éradication demande un investissement et une rigueur particulière. Il est possible d'en parler aux gestionnaires responsables de la zone concernée, et de signaler la présence de l'espèce à un conservatoire botanique national.
Un Code de bonne conduite sur les plantes invasives a été créé (septembre 2011) pour la Belgique, avec des entreprises du secteur ornemental pour définir quelques bonnes pratiques visant à réduire les introductions de ces espèces dans les parcs, les jardins, les espaces verts, les pépinières, dans le cadre d'un projet dit AlterIAS (ALTERnatives to Invasive Alien Species).
À partir de juin 2012, un parcours d'exposition consacré aux espèces exotiques envahissantes est proposé par les Conservatoire et jardins botaniques de Nancy pour sensibiliser le grand public.

### Filmographie
- Les Plantes invasives[F 1], documentaire naturaliste grand public de 53 minutes, réalisé par Ingo Thöne, INDR 2004 en langue allemande, diffusion Arte juillet 2014 puis août 2015 après adaptation en français. Une présentation[F 2] assez inquiétante, sur un aspect ethno-botanique européen, de quelques espèces envahissantes des milieux ouverts et forestiers : ambroisie, balsamine de l'Himalaya, berce du Caucase, jussie d'Amérique tropicale, renouée du Japon, séneçon de Jacob ou du Cap…

Commentaires complémentaires
1. ↑  Voir sur arte.tv.
2. ↑  Voir le dossier Arte correspondant.